# Independent Spirit Awards 1991
Die sechste Verleihung der Independent Spirit Awards fand 1991 statt.

## Zusammenfassung
Bester Film wurde Grifters (The Grifters) des bereits viermal für den besten ausländischen Film nominierten Stephen Frears. Frears selber war nicht nominiert, seine Produzenten (darunter Martin Scorsese) erhielten den Award. Grifters (The Grifters) kam auf nur eine weitere Nominierung: Anjelica Huston wurde zur besten Hauptdarstellerin gewählt (Joanne Woodward verlor erneut) und gewann so ihren zweiten Independent Spirit Award. Der Siegerfilm war Charles Burnetts Zorniger Schlaf (To Sleep with Anger), der siebenmal nominiert war und vier Preise gewann. John McNaughtons verstörender Film Henry: Portrait of a Serial Killer wurde für sechs Preise vorgeschlagen, erhielt aber keinen einzigen. David Lynchs Wild at Heart – Die Geschichte von Sailor und Lula erhielt den Kamerapreis und sonst nur noch eine Nominierung für Willem Dafoe als besten Nebendarsteller, seine zweite. Jane Campion gewann den Preis für den besten ausländischen Film gegen Peter Greenaway, der für Der Koch, der Dieb, seine Frau und ihr Liebhaber (The Cook, the Thief, His Wife and Her Lover) nominiert war.

## Gewinner und Nominierte

### Bester Film
Grifters (The Grifters) – Robert A. Harris, Jim Painter, Martin Scorsese
Hart auf Sendung (Pump Up the Volume) – Rupert Harvey, Sandy Stern
Henry: Portrait of a Serial Killer – John McNaughton, Lisa Dedmond, Steven A. Jones
Das Komplott gegen Harry (The Plot Against Harry) – Robert M. Young, Michael Roemer
Zorniger Schlaf (To Sleep with Anger) – Caldecot Chubb, Thomas S. Byrnes, Darin Scott

### Bester Debütfilm
Metropolitan – Verdammt, bourgeois, verliebt (Metropolitan) – Whit Stillman
House Party – Reginald Hudlin, Warrington Hudlin
Lightning Over Braddock: A Rustbowl Fantasy – Tony Buba
The Natural History of Parking Lots – Everett Lewis, Aziz Ghazal
Twister – Keine ganz normale Familie (Twister) – Michael Almereyda, Wieland Schulz-Keil

### Bester Hauptdarsteller
Danny Glover – Zorniger Schlaf (To Sleep with Anger)
Martin Priest – Das Komplott gegen Harry (The Plot Against Harry)
Christopher Reid – House Party
Michael Rooker – Henry: Portrait of a Serial Killer
Christian Slater – Hart auf Sendung (Pump Up the Volume)

### Beste Hauptdarstellerin
Anjelica Huston – Grifters (The Grifters)
Mary Alice – Zorniger Schlaf (To Sleep with Anger)
Eszter Bálint – Nach uns die Sintflut (Bail Jumper)
Carolyn Farina – Metropolitan – Verdammt, bourgeois, verliebt (Metropolitan)
Joanne Woodward – Mr. & Mrs. Bridge

### Bester Nebendarsteller
Bruce Davison – Freundschaft fürs Leben (Longtime Companion)
Willem Dafoe – Wild at Heart
Robin Harris – House Party
Ben Lang – Das Komplott gegen Harry (The Plot Against Harry)
Tom Towles – Henry: Portrait of a Serial Killer

### Beste Nebendarstellerin
Sheryl Lee Ralph – Zorniger Schlaf (To Sleep with Anger)
Ethel Ayler – Zorniger Schlaf (To Sleep with Anger)
Tracy Arnold – Henry: Portrait of a Serial Killer
Tisha Campbell – House Party
A. J. Johnson – House Party

### Beste Regie
Charles Burnett – Zorniger Schlaf (To Sleep with Anger)
Reginald Hudlin – House Party
John McNaughton – Henry: Portrait of a Serial Killer
Allan Moyle – Hart auf Sendung (Pump Up the Volume)
Michael Roemer – Das Komplott gegen Harry (The Plot Against Harry)

### Bestes Drehbuch
Charles Burnett – Zorniger Schlaf (To Sleep with Anger)
John McNaughton, Richard Fire – Henry: Portrait of a Serial Killer
Allan Moyle – Hart auf Sendung (Pump Up the Volume)
Michael Roemer – Das Komplott gegen Harry (The Plot Against Harry)
Whit Stillman – Metropolitan – Verdammt, bourgeois, verliebt (Metropolitan)

### Beste Kamera
Frederick Elmes – Wild at Heart
Bojan Bazelli – King of New York – König zwischen Tag und Nacht
Peter Deming – House Party
Amir M. Mokri – Life Is Cheap... But Toilet Paper Is Expensive
Robert M. Young – Das Komplott gegen Harry (The Plot Against Harry)

### Bester ausländischer Film
Sweetie – Jane Campion
Der Koch, der Dieb, seine Frau und ihr Liebhaber (The Cook, the Thief, His Wife and Her Lover) – Peter Greenaway
Schwarzer Regen (Kuroi ame) – Shohei Imamura
Eine Stadt der Traurigkeit (Beiqing chengshi) – Hou Hsiao-Hsien
Zamri, umir, voskresni! – Vitali Kanevsky